# Actias maenas

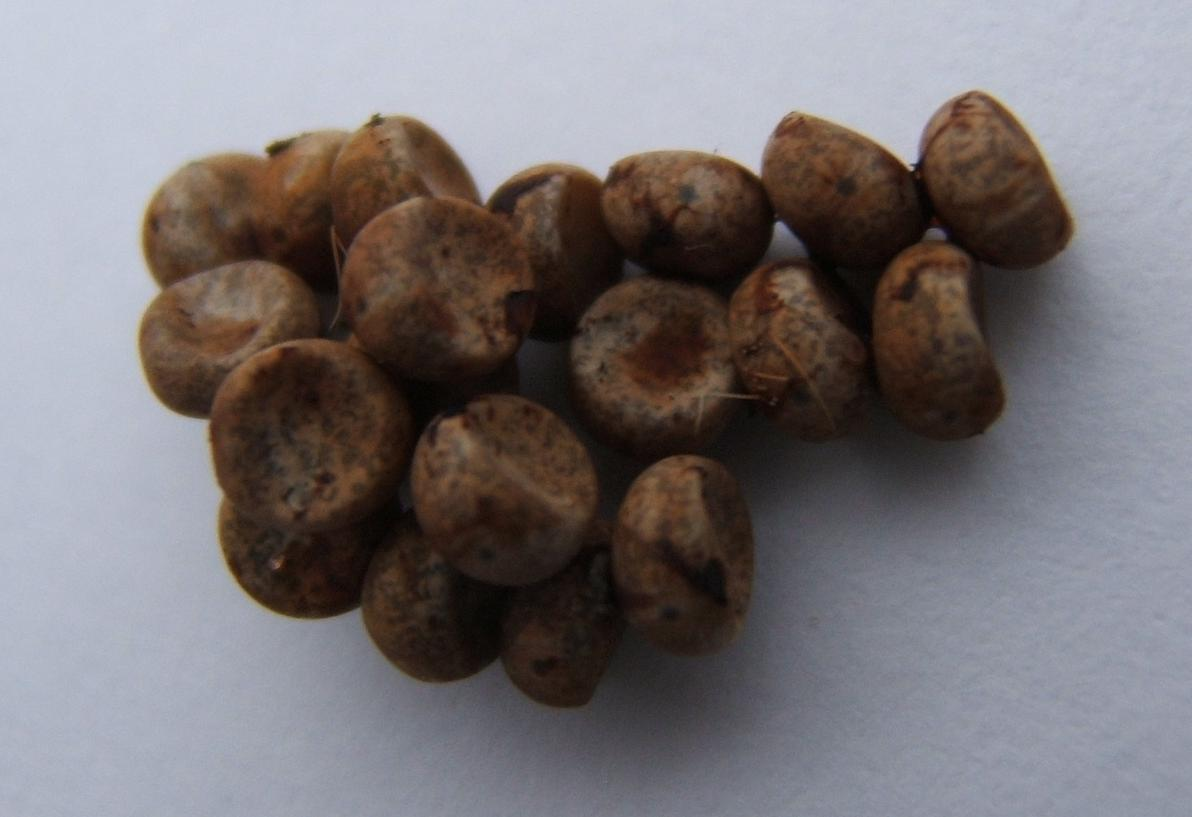
Huevos.

La mariposa luna malaya (Actias maenas) es una especie de lepidóptero ditrisio de la familia Saturniidae. Es una mariposa nocturna de color amarillo y púrpura.

## Dimorfismo sexual
Las Actias maenas adultas exhiben un notable dimorfismo sexual. Los machos adultos son de color amarillo brillante y tienen marcas de color marrón violáceo, mientras que las hembras adultas son de color verde claro.

## Distribución
La mariposa luna malaya habita en el Sudeste Asiático y la zona adyacente de la India.